# 나타냄말
나타냄말은 곡의 전체 또는 일부의 성격이나 표정을 표시하기 위하여 사용하는 여러 가지 말을 의미한다. 나타냄말의 역사는 17세기 초까지 거슬러올라간다. 보통 나타냄말로는 옛날에는 전적으로 이탈리아어를 썼으나, 19세기부터는 각자의 모국어를 즐겨 쓰게 되었다. 그러나 오늘날에 와서도 이탈리아어를 가장 많이 쓰고 있다. 한편, 나타냄말은 곡 전체에 관한 경우에는 곡의 첫머리에, 일부에 관한 경우에는 그 부분에 표시한다. 

## 나타냄말의 목록

### A
- affabile(아파빌레) - 상냥하게
- affettuoso(아페투오소) - 애정을 가지고, 감동을 가지고
- agitato(아지타토) - 격렬하게
- amabile(아마빌레) - 사랑스럽게
- amoroso(아모로소) - 애정을 가지고
- animato(아니마토) - 활기있게
- appassionato(아파시오나토) - 정열적으로
- arioso(아리오소) - 노래하듯이

### B
- brillante(브릴란테) - 빛나게, 화려하게

### C
- calmato(칼마토) - 조용히
- cantabile(칸타빌레) - 노래하듯이
- cantando(칸탄도) - 노래하면서, 노래하듯이
- capriccioso(카프리치오소) - 자유롭게, 마음대로
- comodo, commodo(코모도) - 마음편히

### D
- delicato(델리카토) - 섬세하게
- doloroso(돌로로소) - 슬픈듯이
- dolce(돌체) - 부드럽게
- dolente(돌렌테) - 슬픈듯이

### E
- elegante(엘레간테) - 우아하게
- elegiaco(엘레지아코) - 슬픔을 호소하듯이
- energico(에네르지코) - 힘차게
- eroico(에로이코) - 영웅적으로
- espressivo(에스프레시보) - 표정을 풍부하게

### G
- giocoso(지오코소) - 즐거운듯이
- grandioso(그란디오소) - 웅장하게
- grave(그라베) - 장중하게
- grazioso(그라지오소) - 우아하게, 고상하게

### L
- lamentabile(라멘타빌레) - 슬픈 듯이
- lamentoso(라멘토소) - 슬픈 듯이
- leggiero(레지에로) - 가볍게

### M
- maestoso(마에스토소) - 위엄을 가지고
- marcato(마르카토) - 강조하여
- marciale(마르치알레) - 행진곡조로
- misterioso(미스테리오소) - 신비스럽게

### P
- passionato(파쇼나토) - 열정적으로
- pastorale(파스토랄레) - 목가풍으로
- patetico(파테티코) - 비장미를 띠고
- pesante(페잔테) - 무겁게

### R
- religioso(렐리지오소) - 경건하게
- reverently(레베렌트리) - 경건하게
- risoluto(리졸루토) - 결연하게

### S
- scherzando(스케르잔도) - 해학적으로
- semplice(셈플리체) - 단순하게, 소박하게
- sensibile(센시빌레) - 민감하게
- serioso(세리오소) - 점잖게
- simile(시밀레) - 마찬가지로
- soave(소아베) - 귀엽게
- sonore(소노레) - 잘 울리도록
- sostenuto(소스테누토) - 음을 유지하여
- sospirando(소스피란도) - 탄식하여
- spiritoso(스피리토소) - 정성을 들여서

### T
- tempestoso(템페스토소) - 격렬하게
- tranquillo(트란퀼로) - 조용하게

### U
- un poco(운 포코) - 작게
- una corda(우나 코르다) - 피아노의 페달 중 왼쪽에 있는 약음 페달(소프트 페달)을 밟아라
- unisono(우니소노) - 제주
- uptempo(업템포) - 빠르거나 생동감 넘치는 템포, 또는 그런 템포로 연주하는 곡. 또한 전자 음악에서 빠른 속도의 곡을 뜻하는 포괄적인 용어.
- ut(우트) - 현재 사용되는 도레미파솔라시도의 도.

### V
- veloce(벨로체) - 빨리
- vibrato(비브라토) - 떨면서
- vigoroso(비고로소) - 힘차게
- vivo(비보) - 생생하게
- volante(볼란테) - 날아가듯이

### con-
'con-'은 '~을 가지고, 지니고'의 뜻으로, 이를 포함한 나타냄말은 다음과 같다.
- con anima(콘 아니마) - 활기있게
- con brio(콘 브리오) - 활기있게
- con espressivo(콘 에스프레시보) - 표정을 지니고
- con fuoco(콘 푸오코) - 열렬하게
- con malinconia(콘 말린코니아) - 우울하게
- con moto(콘 모토) - 감동적으로
- con sentimento(콘 센티멘토) - 감상적으로
- con spirito(콘 스피리토) - 활발하게

## 같이 보기
- 악상 기호